# Нанси Уогнър
Нанси Уогнър (на английски: Nancy Wagner) е американска писателка на произведения в жанра съвременен и комедиен любовен роман, и фентъзи. Пише и под псевдонимите Хейли Норт (на английски: Hailey North) и Ники Холидей (на английски: Nikki Holiday).

## Биография и творчество
Нанси Уогнър е родена през 1956 г. в САЩ. В периода 1974-1977 г. учи в колежа „Амбасадор“ в Пасадена, Калифорния, и завършва с бакалавърска степен по история. В периода 1978-1979 г. учи образователно консултиране в Калифорнийския държавен университет в Лос Анджелис. В периода 1980-1984 г. учи в Юридическия факултет в Лойола, Лос Анджелис, където получава диплома за доктор по право в развлекателната индустрия.
След дипломирането си работи като адвокат в правния отдел на студията на телевизия NBC в Бърбанк, Калифорния. Била е директор на програма за обществени изследвания към университета „Тулейн“ в Ню Орлиънс.
През 1993 г. издава първия си съвременен роман в класически стил „Two Sisters“, а през 1995 г. и „All our lives“. Те нямат успех и тя се насочва към писане на любовни романи в стил чиклит. В периода 1996-1997 г. излиза поредицата ѝ „Хейвън“ под псевдонима Ники Холидей.
През 1998 г. започва да пише комедийни и паранормални любовни романи под псевдонима Хейли Норт. Първият от тях, „Очи в спалнята“ става бестселър и я прави известна авторка.
След още 7 романа, през 2007 г., Нанси Уогнър прекратява писателската си кариера, въпреки че продължава да пише за собствено удоволствие.
Нанси Уогнър живее със семейството си в Пасадена, Калифорния.

## Произведения

### Като Нанси Уогнър

#### Самостоятелни романи
- Two Sisters (1993)
- All our lives (1995)

### Като Ники Холидей

#### Серия „Хейвън“ (Heaven)
1. Heaven Comes Home (1996)
2. Heaven Knows Best (1997)
3. Heaven Loves A Hero (197)

### Като Хейли Норт

#### Самостоятелни романи
- Bedroom Eyes (1998)
Очи в спалнята, изд.: ИК „Компас“, Варна (2001), прев. Ваня Кацарска
- Pillow Talk (1999)
- Perfect Match (2000)
- Dear Love Doctor (2001)
- Tangled Up in Love (2002)
- Opposites Attract (2003)
- Love: Undercover (2004)
- Not the Marrying Kind (2007)